# Хвостатка Ледерера
Хвостатка Ледерера (лат. Satyrium ledereri) — дневная бабочка из семейства голубянок.

## Этимология названия
Видовое название дано в честь Юлиуса Ледерера (Julius Lederer, 1821—1870) — австрийского энтомолога XIX века, который внес значительный вклад в изучение дневных бабочек Малой Азии, Ближнего Востока, Северного Ирана и Закавказья.

## Описание
Верхняя сторона крыльев самцов тёмно-бурая, у самок — такая же, либо более коричневая. Андрокониальное пятно на передних крыльях самцов хорошо различимое. Задние крылья у обоих полов с тонкими хвостиками. Испод крыльев серовато-бежевого цвета с рядами чёрных пятен.

## Ареал
Центральная часть южных склонов Большого Кавказа, центральная часть Малого Кавказа, Джавахетско-Армянское плато, Турция, Армения, Азербайджан, Ливан.
В горах встречается на высотах от 400 до 1400 метров над уровнем моря.

## Биология
Вид населяет горные склоны, покрытые сухолюбивыми растениями и кустарниками. За год развивается в одном поколении. В Закавказье время лёта длится с конца мая до конца июня, в горном Дагестане — с конца июля до конца августа. Бабочки кормятся нектаром травянистых медоносов. Самки откладывают яйца по одному на листья курчавки, которая является кормовым растением гусениц данного вида. Зимуют, скорей всего, гусеницы второго возраста. Взрослые гусеницы питаются цветками и бутонами курчавки. Окукливаются в верхнем слое почвы.